# Holy Wars... The Punishment Due
Singles de Megadeth
No More Mr. Nice Guy
(1989) Hangar 18
(1991)
Pistes de Rust in Peace
Hangar 18  (02)
Holy Wars... The Punishment Due est le titre d'ouverture de Rust in Peace du groupe de thrash metal Megadeth, album paru en 1990.
La chanson a une structure peu commune, constituant la première partie de la piste à 2:26 puis décalant après un pont acoustique de Marty Friedman à une ligne différente, plus lente et plus lourde intitulée The Punishment Due. La chanson entière est généralement désignée sous le nom de Holy Wars.
Les paroles traitent de guerres saintes (Holy Wars) du conflit d'Irlande du Nord, où les catholiques sont opposés aux protestants. Dans une interview avec le magazine Guitarist, Dave Mustaine affirme qu'il a été inspiré pour écrire la chanson quand il a découvert des Tee-shirts de contrebande du groupe mises en vente en Irlande du Nord.
On a déconseillé à Mustaine d'agir contre ces fraudes, c'est-à-dire les faire retirer de la base de l'Armée républicaine irlandaise provisoire. Dave Mustaine a aussi déclaré lors d'un concert au Rock City (à Nottingham en Angleterre le 18 février 2008) qu'il avait écrit Holy Wars après avoir parcouru l'Irlande dans un bus protégé pare-balles. Quant à la partie The Punishment Due, elle est basée sur le personnage d'un comic de Marvel Le Punisher.
À l'exception de la tournée Rust in Peace 20th Anniversary, la chanson est tout le temps interprétée à la fin des récents concerts du groupe, cependant au milieu du spectacle, ils jouent le titre The Mechanix entre Holy Wars et The Punishment Due.

## Composition du groupe
- Dave Mustaine – chants, guitare rythmique & solo
- David Ellefson – basse
- Marty Friedman – guitare rythmique & solo
- Nick Menza – batterie

## Liste des titres
| A1. | Holy Wars... The Punishment Due | Dave Mustaine | Dave Mustaine                 | 6:34 |
| B2. | Lucretia                        | Dave Mustaine | Dave Mustaine, David Ellefson | 3:56 |

## Format
| Année | Pays        | Format     | Catalogue  | Label           |
| ----- | ----------- | ---------- | ---------- | --------------- |
| 1990  | États-Unis  | Vinyle 12" | 12CLPD 588 | Capitol Records |
| 1990  | États-Unis  | Vinyle 12" | 12CLG 588  | Capitol Records |
| 1990  | Royaume-Uni | Vinyle 7"  | CLP 588    | Capitol Records |